# César Julien Jean Legallois
César Julien Jean Legallois (auch J. J. C. Le Gallois; * 1. Februar 1770 bei Cherrueix, Bretagne; † 10. Februar 1814 in Paris) war ein französischer Arzt und Physiologe.

## Leben
César Julien Jean Legallois war der Sohn des bretonischen Bauern César Legallois (ca. 1743–1784) und seiner Frau Julienne Anne Thérèse Bouassier (1739–1771). Die junge Mutter starb früh, sein Vater ermöglichte ihm eine gute Ausbildung. Als auch der Vater starb, war Legallois dreizehn Jahre alt und Student am Collège de Dol. Durch ein bescheidenes Erbe konnte er seine Ausbildung weiterführen. Seine Interessen waren durchaus vielseitig, so gewann er den ersten Preis in der Rhetorik am Collège von Dol.
Nach dem Volksaufstand vom 2. Juni 1793 und dem Großen Terror war er Anhänger der Fédéralistes. Diese Sympathien bedrohten zeitweise sein Leben.
Legallois begann sein Medizinstudium in Caen und setzte es in Paris fort. Seine Karriere wurde jedoch mehr als einmal durch Krankheit unterbrochen. Seinen Abschluss in der Medizin erlangte er 1801 an der École de Médecine de Paris.
Während der Vorbereitung zu seiner Dissertation, erkannte er die Bedeutung der experimentellen Forschung. Aus diesem Grunde widmete er sich später mit großem Elan der physiologischen Forschung. Das Thema seiner Dissertation lautete Le sang est-il identique dans tous les vaisseaux qu’il parcourt?, vorgelegt an der École de Médecine de Paris.
Etwa zehn Jahre lang diente er als Arzt für die Armen im 12. Arrondissement von Paris.
Neben der Medizin studierte er mehrere Sprachen: Griechisch, Italienisch und Englisch.
Noch vor seiner Promotion sammelte Legallois Erfahrungen in der praktischen Medizin etwa durch seine Tätigkeit in verschiedenen Krankenhäusern. Im Jahre 1813 wurde Legallois zum Direktor des Krankenhauses von Bicêtre, chef de l’hospice et de la prison de Bicêtre.
Sein einziger Sohn, Eugène Legallois (ca. 1805–1831), war ebenfalls Arzt. Er starb im Jahre 1831, aus Polen zurückkommend, an den Folgen einer Cholera-Epidemie.

## Wissenschaftliche Leistungen
Er begann eine lange Reihe von physiologischen Experimenten, um die grundlegenden physischen Bedingungen zu studieren, die für die Aufrechterhaltung der Lebensfunktionen im gesamten Organismus notwendig sind.
Legallois führte eine Reihe von Tier-Experimenten zur Klärung des Mechanismus der Atmung durch.
Durch Dekapitation (Enthauptung) von Wirbeltieren oder andersartigen gezielten Zerstörungen von Nervenverbindungen im Gehirn und des Rückenmarks gelangte er zu der Erkenntnis, dass die Atmung durch ein Atemzentrum kontrolliert wird, das in der Medulla oblongata gelegen ist.
Seine Entdeckung war, dass eine Läsion, an einer kleinen umschriebenen Fläche in der Medulla die Atmung hemmt (1811). Das war der erste Versuch zur Lokalisierung der Atmungsregulation und wurde später durch die Arbeiten von Marie-Jean-Pierre Flourens (1794–1867) abgeschlossen.
Einer seiner wichtigsten Entdeckungen war die Demonstration der metameren Organisation des Rückenmarks, von dem jedes Segment als neurales Zentrum einer bestimmten Region (z. B. Dermatom, Myotom) dient, um etwa deren sensorische und motorische Aktivität zu koordinieren.
Die Idee einer extrakorporalen Zirkulation wurde von ihm im Jahre 1812 in seiner Monographie Expériences sur le principle de la vie, notamment sur celui des movements du coeur, et sur le siège de ce principe aufgegriffen:

„(…) Aber falls man das Herz durch eine Form der Injektion ersetzen und gleichzeitig für diese Injektion kontinuierlich natürliches oder auch künstlich hergestelltes arterielles Blut zur Verfügung stellen könnte – vorausgesetzt, dass solch eine künstliche Herstellung möglich ist – würde es gelingen, das Leben in jedem Körperteil für eine unbegrenzte Zeit mühelos aufrechtzuerhalten: folglich könnte man nach der Enthauptung selbst im Kopf alle Hirnfunktionen aufrechterhalten. Man könnte auf diese Weise nicht nur das Leben im Kopf oder in irgendeinem anderen, vom Körper des Tieres isolierten Teil aufrechterhalten, sondern es dorthin auch nach seiner vollständigen Auslöschung wieder zurückrufen. Man könnte es gleichfalls in den ganzen Körper zurückrufen und so seine wirkliche Auferstehung im wahrsten Sinne des Wortes bewerkstelligen.(…)“

## Schriften (Auswahl)
- Le sang est-il identique dans tous les vaisseaux qu’il parcourt? Chez l’auteur, de l’Imprimerie de Lesguilliez Freres, Paris an X (1801).
- Recherches chronologiques sur l’Hippocrate. Paris 1804.
- Expériences sur le principe de la vie, notamment sur celui des mouvemens du cœur, et sur le siège de ce principe. D’Hautel, Paris 1812 (archive.org); englische Übersetzung: Thomas, Philadelphia 1813 (Digitalisat).
- Oeuvres de César Legallois, médecin en chef de l'hospice et de la prison de Bicêtre. Le Rouge, 1830.
- Fragments d’um memoire sur le temps durant lequel les jeunes animaux peuvent etre, sans danger, prives de la respiration. Paris 1834 (posthum).